# Gaby Dohm
Gaby Dohm, född 23 september 1943 i Salzburg, Österrike, är en tysk-österrikisk skådespelare. Hon är dotter till skådespelarna Will Dohm och Heli Finkenzeller. Gaby Dohm har sedan 1960-talet medverkat i många tyska TV-produktioner, samt en handfull filmer. På 1980-talet gjorde hon en av huvudrollerna i TV-serien Kliniken.

## Filmografi, urval
- 1972 – Butler Parker (TV-serie)
- 1977 – Ormens ägg
- 1980 – Ur marionetternas liv
- 1985 – Kliniken (TV-serie)